# 寄港地上陆
寄港地上陆（日语：寄港地上陸）是日本颁发给外国人的一种临时入境许可。
根据日本《出入国管理及难民认定法》（简称《入管法》）第14条规定，外国人乘坐船舶或航空器经日本前往其他国家或地区时，经入境审查官同意获颁寄港地上陆许可（英文称为）后，可以入境日本并在在入境周圍的指定区域内短暂停留，最长停留时间不得超过72小时。
寄港地上陆许可是《入管法》第一章第四节“上陆的特例”中定义的特殊许可。日本法務省將觀光、購物、休息和緊急列進寄港地上陆许可支持的入境目地之中。